# Обревко, Елена Юрьевна
Елена Юрьевна Обревко (1 марта 1963) — советская актриса, заслуженная артистка России (2002).
Елена Обревко окончила Саратовское театральное училище, актриса Саратовского театра кукол «Теремок» с 1983 г. по 2007 г., лауреат премии «Золотой Арлекин» за лучшую женскую роль Дульсинеи в спектакле «Человек из Ламанчи».

## Роли в театре
- «Медвежонок, Ёжик и Другие» С. Козлова — Заяц
- «Малыш и Карлсон, который живёт на крыше» С. Прокофьевой — Малыш
- «Айболит против Бармалея» Р. Быкова — Чичи